# Misleydis Gonzálezová
Misleydis Gonzálezová (* 19. června 1978 Bayamo) je bývalá kubánská koulařka. Její osobní rekord má hodnotu 19,50 metrů a dosáhla jej v srpnu 2008 na Letních olympijských hrách v Pekingu (2008). Za Kubu startovala také na Letních olympijských hrách v Aténách (2004) a Londýně (2012). Čtyřikrát se zúčastnila Mistrovství světa v atletice (2005–2011) a jednou halového mistrovství světa v atletice (2004)